# Die Tochter (Bruno Frank)
Die Tochter ist der letzte Roman von Bruno Frank. Er erschien am 10. Mai 1943 bei El libro libre in Mexiko-Stadt, auf den Tag genau zehn Jahre nach der Bücherverbrennung. Im Januar desselben Jahres war der Roman auszugsweise im „Freien Deutschland“ vorabgedruckt worden. Eine Übertragung ins Englische war bereits ein  Jahr zuvor in New York herausgekommen.
Galizien 1914–1939 am Ufer des Dnjestr: Elisabeth, Tochter einer jüdischen Sängerin und eines Wiener Offiziers, „durch Geburt zwischen die Religionen gestellt“, bleibt nur die Flucht aus ihrer Heimat. Kirchner schreibt, in der Titelfigur symbolisiere Bruno Frank die Verbindung von „Christentum und Judentum“.

## Handlung
Pattay und Recha
Anno 1913 hat die Wiener Fürstin Sofie Weikersthal genug von den „Spiel-, Weiber- und Zweikampfaffären“ ihres Neffen, des Grafen Franz von Pattay. Die Dame wendet sich an den Kaiser. Der 1886 geborene Oberleutnant wird zur Strafe in ein Ulanenregiment nach Galizien versetzt. Die kleine Garnisonsstadt liegt an der östlichen Reichsgrenze am Dnjestr. Als Bursche wird dem Offizier dort der gutmütige Pjotr Gargas zugeteilt, ein breitschultriger ukrainischer Bauer mit sandfarbenem Haar. Die Hälfte der Bewohner der Stadt sind Juden. Bereits im Mittelalter waren ihre Vorfahren nach der schwarzen Pest als Sündenböcke aus dem Rheinland vertrieben worden.
Das Gutachten des Kommandeurs der Ulanen nach drei Dienstmonaten gibt der Fürstin Weikersthal keinen Anlass, den Grafen zu enterben. Zum Zeitvertreib vergnügen sich die Ulanenoffiziere in dem drei Stunden entfernten Lemberg. Im Varieté singt dort die berühmte Recha Doktor. Pattay hält sich dem närrischen Treiben fern. Als Rittmeister Ferdinand Schaller die junge talentierte Sängerin eine „dreckige Judengeiß“ schimpft, fährt Pattay allerdings aus Protest doch noch mit den Offizieren in die „Ersatzmetropole“ Lemberg. Pattay wiederholt die Fahrt ins entfernte Varieté so lange, bis ihn Recha erhört. Recha, Nachfahrin des Großrabbiners Doktor Schalom Schachna, war in Wieniawa, einem Vorort Lublins, als vierzehnjährige Halbwaise von Kosaken um ein Haar vergewaltigt worden. Die Soldaten hatten im letzten Augenblick von ihr abgelassen und den Vater sowie einen Bruder Rechas gehenkt. Rechas Tante Chana hatte das Häuschen, den „Schauplatz des Gräßlichen“, veräußert und war mit der Nichte zu Verwandten nach Berlin geflohen. Dort hatte die Operetten-Karriere der Recha Doktor ihren Ausgang genommen.
Der habsburgische Offizier Pattay beendet Rechas Bühnenlaufbahn. Er will die Jüdin zur Gräfin Recha Pattay machen. Zwar ist der Herr Graf pleite, doch er borgt sich beim Fabrikanten Daniel Zweifuß im Städtchen 20 000 Kronen zum Kauf der kleinen Villa am Dnjestr-Ufer nahe bei der Zuckerfabrik. Zusammen mit Tante Chana bewohnt das junge Paar das neue Domizil – ziemlich entfernt von der Garnison. Bald weiß jeder im Städtchen Bescheid. Am 28. Juni 1914 kommt es zur tätlichen Auseinandersetzung zwischen Pattay und dem Judenhasser Rittmeister Schaller. Die Kampfhähne werden getrennt. Der kommandierende Oberst beurlaubt Pattay. Der Oberleutnant verbringt mit der Geliebten Recha den Sommer in den Karpaten. Als die Russen mobilmachen, gelingt Pattay in Paradeuniform angesichts des Befehls zum Einrücken die überstürzte Kriegstrauung vor einem Bürgermeister. Vom Notar Krasna lässt der frischgebackene Ehemann ein Testament aufsetzen, in dem die Ehefrau als Alleinerbin eingesetzt wird. Am 5. August 1914 beziehen die Ulanen entlang der Linie Krasnik-Komarow Stellung gegen die Russen. Am 24. August fällt Pattay bei Złockow auf einem Erkundungsritt. Genauer, er war allein geritten und mit Schüssen im Rücken  aufgefunden worden. Chana erkundigt sich in der Garnison. Rittmeister Schaller habe sich nahe beim gefallenen Grafen aufgehalten und sei seitdem vermisst.
Recha erwartet ein Kind.
Chana
Anno 1918/19: Nach dem Kriege kommen Teile Galiziens, so auch die kleine Stadt am Dnestr, zu Polen. Der Großvater – wie Bruno Frank das neue Staatsoberhaupt Marschall Piłsudski anonymisiert – reitet am 14. Mai 1919 auf einem kleinen, hellgrauen Pferd in das Städtchen ein. Während seiner Ansprache fixiert „der Marschall von Polen“ immer einmal ein vierjähriges Mädchen in einem schottisch gemusterten Kleidchen. Als Emigrant war der Großvater früher einmal von den freiheitsliebenden Schotten aufgenommen worden. Die Kleine ist Elisabeth – die Tochter von Pattay und Recha. Der vermögende jüdische Warenhausbesitzer Heinrich Gelbfisch kümmert sich rührend um die Kriegerwitwe Recha und ihr Töchterchen.
Um 1922 muss Recha die geborgten 20 000 Kronen an den Erben des verstorbenen Daniel Zweifuß zurückzahlen. Chana rät der Nichte zur Ehe mit dem sanften, aufrichtigen Heinrich. Recha zögert. In ihrer Not startet die Frau eine zweite Bühnenkarriere in Warschau. Die misslingt. Wieder daheim, gibt sie Heinrich ihr Jawort auf der Dnjestr-Brücke. In dem Moment kommt Pjotr aus russischer Kriegsgefangenschaft zurück. Der Bursche Pattays, den es bis nach Jakutsk verschlagen hatte, bringt Recha den gefallenen Ehemann in schmerzliche Erinnerung. Feinfühlig, wie Heinrich ist, wendet er sich ab und verlässt das Städtchen. Pjotr hat im Krieg einen Arm verloren. Der ehemalige Ulan ist jetzt stimmberechtigter Bürger der Republik Polen. Pjotr kommt im Haushalt von Chana in der kleinen Villa am Fluss als Faktotum unter und kümmert sich liebevoll um die kleine Komtess, wie er Elisabeth nennt. Als das Mädchen den Veteranen nach der fehlenden Hand fragt, versetzt er, der Leviathan habe sie ihm abgebissen.
Die Fürstin Sofie Weikersthal stirbt in Wien. Die Jüdin Elisabeth erbt 10 000 £, wenn sie zum römisch-katholischen Glauben konvertiert. Chana, Haupt der kleinen Familie, bestimmt, das Mädchen soll konvertieren. Elisabeth wird getauft. Somit werden die 20 000 Kronen zurückgezahlt. Pfarrer Korzon, Elisabeths Religionslehrer, hat seine liebe Not. Das Mädchen sträubt sich gegen die Kommunion. Als „Kind einer Jüdin und eines habsburgischen Offiziers“ muss Elisabeth in ihrer Schulklasse die Aggressionen hochnäsiger polnischer Mitschülerinnen ertragen. Dabei spricht Elisabeth das Polnische beinahe wie ihre Muttersprache und zählt zu den Klassenbesten. Die polnische Lehrerschaft stellt sich gegen Elisabeth. Durch die Erzieher ermuntert, brüllt eine polnische Mitschülerin auf dem Schulhof „Judenkomteß!“ Ein Stein fliegt und trifft Elisabeth. Der vierte Finger der linken Hand bricht.
Heinrich Gelbfisch, inzwischen aus Palästina, dem Land der Verheißung, heimgekehrt, bringt Elisabeth im Institut der Madame Dieudonné in Lausanne unter.
Pjotr
Im vierten Jahr ihres Schweiz-Aufenthaltes wird die inzwischen 17-jährige Elisabeth von Pjotr nach Polen zurückgerufen. Tante Chana liegt im Sterben. Auf der Rückreise sucht Elisabeth gegen Ende Februar 1933 in Wien Am Hof in der Kirche St. Quirin die Ruhestätte ihres Vaters auf. Bevor Chana stirbt, beschwört sie Elisabeth, zusammen mit der Mutter Galizien zu verlassen. Zu deutlich hat die Tante den Pogrom von Wieniawa in Erinnerung. Und, so fügt die Sterbende bei, Elisabeths Vater sei von Rittmeister Schaller hinterrücks erschossen worden, weil er in Juden Menschen sah.
Als Elisabeth 19 Jahre alt ist, bietet ihr Madame Dieudonné die Leitung ihres Instituts in Lausanne an. Recha will nichts davon wissen. Elisabeth möchte außerdem Pjotr nicht im Stich lassen.
Im Januar 1934 schließt der oben genannte Großvater, also der Marschall, seinen Pakt mit den Deutschen und stirbt im Mai 1935 in Warschau.
Um 1936, Elisabeth ist volljährig, übergibt Notar Krasna jun., ein Mann Ende der Dreißig, dem jungen Fräulein ein Dokument, die Teilhaberschaft an dem Kaufhaus Gelbfisch betreffend. Elisabeth ist eine reiche Frau, denn die polnische Oberschicht kauft und kauft. Allerdings liest Elisabeth in einer Zeitung: „Polnische Märkte judenrein!“ Trotzdem eröffnet und betreibt die Jung-Unternehmerin in dem Kaufhaus einen Buchladen – eine Novität in dem Städtchen, die rasch von den Kunden angenommen wird. Elisabeth organisiert Dichter-Lesungen.
Herkimer
Elisabeth lernt den deutschstämmigen Europa-Korrespondenten George Herkimer aus Columbus/Ohio kennen. Der etwa 35-Jährige war in Spanien dabei und ist in seinem PKW bis Reval vorgedrungen. Gemeinsam mit Pjotr unternehmen sie in Herkimers robusten Automobil Ausflüge bis an den Sereth in Podolien. Am 12. Mai 1937 wird in London der König gekrönt. Die Pflicht ruft. Herkimer muss auf die Insel. Zuvor drängt er Elisabeth zum Verlassen Galiziens. Im März 1938 besetzt Deutschland Österreich.
Elisabeths Buchvorräte werden knapp. In Amsterdam beim Verleger Auerbach begegnet sie Herkimer, dem Autor des Buches „Leviathan“, nach einem reichlichen Jahr wieder. Er beschaut sich Elisabeths verkrümmten Finger. Sie erzählt von der Ghettobank damals in ihrer Schulklasse. Beide kommen sich näher.
Im zeitigen Frühjahr 1939 fällt Prag. Herkimer fürchtet, Polen wird das nächste Opfer sein. Anfang September ist die Welt verblüfft. Polen liegt nach zwölf Tagen zerschmettert am Boden. Im Gefolge der Wehrmacht dringt die Schutzstaffel in das Städtchen am Dnjestr vor. Recha und Heinrich werden vor der kleinen Villa bei einem Luftangriff auf die benachbarte Zuckerfabrik mit einer Maschinengewehr-Salve erschossen. Notar Krasna wird durch einen gezielten Schuss umgebracht, nachdem er zwei Stunden unbekleidet das Rathaus im Laufschritt umkreisen musste. Am Freitag, dem 15. September, wird der Pfarrer Korzon vor dem Altar seiner Salvator-Kirche erschossen. Pjotr will Elisabeth vor dem zudringlichen Hauptsturmführer Schaller schützen und erschlägt ihn. Dafür wird Pjotr erschossen. Es stellt sich heraus, der Erschlagene ist der einzige Sohn jenes Rittmeister Ferdinand Schaller, nun Obergruppenführer, der Pattay auf dem Gewissen hat. Der Rittmeister war nach der Bluttat zu Denikin übergelaufen.
Herkimer kehrt in das Städtchen am Dnjestr zurück und will mit Elisabeth das Land verlassen. Er bestürmt sie und sie ergibt sich ihm. Nach gelungener Flucht, so sagt Herkimer, will er Elisabeth in Bukarest heiraten.

## Selbstzeugnisse
- Einiges von seinem Ringen um die Form beim Schreiben lässt der Autor im Februar 1941 in einem Brief an Thomas Mann anklingen: „Das Buch... schleppt nur so fort... diese manische Jagd nach einer Form, von der, wenn sie erreicht ist, ja doch kein Mensch merkt, daß sie erreicht ist, macht mich eher verzweifelt.“[14]
- Manches im Roman – wie zum Beispiel die wunderbare Wiener Erbschaft väterlicherseits – erscheint als konstruiert. Bruno Frank weiß das, gibt jedoch zu bedenken: „...die Erbschaft ist ja nicht nur Hilfe in der Not, sondern - durch die Taufklausel - der Ausgangspunkt für die ferneren Konflikte in Elisabeth's Herzen.“[15]

## Rezeption
Äußerungen nach dem Erscheinen
- Manfred George hat am 6. August 1943 das Buch im „Aufbau“[16] besprochen und es bei allen Schwächen als „grossangelegte Balzac'sche Historie“[17] herausgestellt.
- Am 24. Oktober 1943 verreißt ein gewisser E.K. in der Beilage „New York Times Book Review“ auf Seite 16[18] den Roman als konstruiertes, unwirkliches, romantisiertes Abbild der geschichtlichen Wirklichkeiten.

Spätere Äußerungen
- Thomas Mann urteilte über „Die Tochter“ in seinem Nachruf „In memoriam Bruno Frank“ von 1945:

„... der unter unseren Augen entstandene, in den Rang eines Meisterwerks reichende Roman von der „Tochter“ mit dem zärtlichen Bildnis seiner Frau, der Tochter der Massary, unserer Liesl.“
Zum zehnjährigen Todestag Bruno Franks 1955 erschien der Nachruf in einer geänderten Fassung:
„... der unter unseren Augen entstandene Roman von der „Tochter“ mit dem zärtlichen Bildnis seiner Frau, der Tochter der Massary.“
- Nach Klaus Hermsdorf sei der Text in den ersten beiden deutschsprachigen Ausgaben aus den Jahren 1943 und 1945 durch den Setzer arg entstellt worden.[21] Das Bild Marschall Piłsudskis sei idealisiert.[22] Bruno Franks Ehefrau Liesl, eine Tochter Fritzi Massarys, sei Vorbild für die Titelfigur Elisabeth gewesen.[A 3][23] Hermsdorf schreibt, der Autor habe sich bei „der Vereinfachung schwierig-verwickelter gesellschaftlicher Vorgänge zu faßlicher Sinnbildlichkeit“[24] verdient gemacht.
- Bruno Franks Schwiegervater, der Graf Coudenhove, so vermutet Kirchner[25], hat für den Grafen Franz von Pattay Modell gestanden. Kirchner setzt sich in dem Kapitel „V. Die Tochter, ein Requiem für Galizien“[26] seiner Dissertation mit dem Roman auseinander. Die Hauptschwäche des Buches träte in seiner zweiten Hälfte ans Licht. Nicht aus der Figuren-Entwicklung, sondern durch die furchtbaren historischen Ereignisse diktiert, folge das sich förmlich überschlagende Romangeschehen.[27] Kirchner nimmt Elisabeths Buchladen als „Ausdruck der friedensstiftenden Kraft europäischer Geistesbildung“[28]. Mit dem Amsterdamer Verleger Auerbach könnte Fritz Landshoff porträtiert sein.[29] Mit Herkimer zeichne der Autor ein Bild solcher bewundernswerten Europaberichterstatter wie William L. Shirer und Edward R. Murrow nach und erweise damit dem Gastland USA eine Reverenz.[30] Zudem statuiere Elisabeths künftiger Partner Herkimer im Roman ein gelungenes Formelement der Wiederholung. Dieser mutige Journalist und Elisabeths Vater seien verwandt im Geist.[31] Albrecht Joseph verfasste ein Kurz-Drehbuch zum Roman.[32]

### Erstausgabe in deutscher Sprache
- Bruno Frank: Die Tochter. Roman. Verlag El libro libre, Mexiko-Stadt 1943. 322 Seiten, Broschur

### Andere Ausgaben
- Bruno Frank: One fair daughter. Translated from the German manuscript by Claire Trask. Viking Press, New York 1943. 261 Seiten, Leinen
- Bruno Frank: Dottern. Översättning av Anna Greta Wide. Verlag Norstedt, Stockholm 1943, 330 Seiten, Broschur
- Bruno Frank: La hija. Übersetzerin: Gabriela Moner. Verlag Lautaro, Buenos Aires 1944, 334 Seiten
- Bruno Frank: Die Tochter. Roman. Bermann-Fischer-Verlag, Stockholm 1945 (erste europäische Ausgabe in deutscher Sprache). 374 Seiten, Leinen
- Bruno Frank: Datteren. Übersetzer: Ib Lange. Verlag Naver, Kopenhagen 1946, 298 Seiten
- Bruno Frank: Sur fond rouge. roman. Übersetzer: Gaston Baccara. Nicholson & Watson, London und Brüssel 1947, 402 Seiten
- Bruno Frank: La Figlia. Romanzo. Mondadori, Mailand 1952. 320 Seiten

### Verwendete Ausgabe
- Bruno Frank: Die Tochter. Roman. Mit einer Nachbemerkung von Klaus Hermsdorf (S. 369–385). Buchverlag Der Morgen, Berlin 1979 (1. Aufl.), 388 Seiten (Textbasis: Ausgabe Bermann-Fischer-Verlag, Stockholm 1945)

### Sekundärliteratur
- Erwin Ackerknecht: Nachwort. In: Bruno Frank: Politische Novelle. Stuttgart 1956, Seite 127–136, hier: 131, 135–136.[33]
- Charles W. Carpenter: Exiled German writers in America 1932-1950. University of Southern California 1952, Seite 44–47, online:. – Rezeption in den USA.
- Sascha Kirchner: Der Bürger als Künstler. Bruno Frank (1887–1945) – Leben und Werk. Grupello, Düsseldorf 2009, ISBN 978-3-89978-095-6 (zugleich Diss. Uni Düsseldorf), Seite 303–326, 13, 82, 294, 302, 327, 330, 334, 379, 387, 394, 396.
- Ulrich Müller: Schreiben gegen Hitler. Vom historischen zum politischen Roman. Untersuchungen zum Prosawerk Bruno Franks. Mainz 1994, Seite 79–93.
- Konrad Paul: Nachwort. In: Bruno Frank: Politische Novelle. Berlin 1982, Seite 381–395, hier: 390, 393.
- Virginia Sease: Bruno Frank. In: Spalek 1976, Seite 361–367, 368.
- Konrad Umlauf: Exil, Terror, Illegalität: die ästhetische Verarbeitung politischer Erfahrungen in ausgewählten deutschsprachigen Romanen aus dem Exil 1933 – 1945. Lang, Frankfurt am Main 1982, ISBN 3-8204-6247-3, Seite 121